# Saccheggio di Lawrence
Il saccheggio di Lawrence ebbe luogo il 21 maggio 1856, quando gli schiavisti americani, guidati da Samuel J. Jones, sceriffo della Contea di Douglas nel Kansas, attaccarono e misero a sacco la cittadina di Lawrence, una città che era stata fondata da coloni antischiavisti del Massachusetts, che speravano di rendere il Kansas uno stato libero dalla schiavitù. L'evento alimentò il conflitto irregolare nel Territorio del Kansas, che più tardi divenne noto come Kansas sanguinante.
Il costo umano dell'attacco fu modesto: solo una persona, membro della banda pro-schiavitù, rimase ucciso, e il suo decesso fu accidentale. Comunque, Jones e i suoi uomini fermarono la stampa dei giornali antischiavisti, il Kansas Free State e l'Herald of Freedom (il primo chiuse definitivamente la sua pubblicazione, mentre il secondo le riprese dopo mesi di inattività). Gli schiavisti distrussero anche l'hotel Free State e la casa di Charles L. Robinson.

## Antefatti
Lawrence fu fondata nel 1854 da coloni antischiavisti del Massachusetts, molti dei quali avevano avuto sostegno dalla Compagnia della Nuova Inghilterra per l'Aiuto agli Emigranti (New England Emigrant Aid Company). La città era de facto il quartier generale del Libero Stato del Kansas, per cui divenne presto l'epicentro delle violenze nel territorio. I molti coloni schiavisti del Kansas orientale vedevano di mal occhio i residenti della città e viceversa. Tuttavia, mentre questa aveva appena subito un raid durante la cosiddetta "Guerra di Wakarusa" nel dicembre del 1855, essa non venne direttamente attaccata a quel tempo.
Abolizionisti e seguaci del Free-State a quel tempo videro il saccheggio come replica alla sparatoria non mortale del 23 aprile 1856 dello sceriffo Samuel J. Jones, che si trovava a Lawrence nel tentativo di arrestare i coloni seguaci del Free State. I residenti di Lawrence condussero Jones fuori della città dopo avergli sparato. L'11 maggio, il marshal federale Israel B. Donaldson proclamò che il tentativo di omicidio aveva interferito con l'attuazione delle garanzie contro l'illegittima legislatura del Libero Stato del Kansas, che era stata istituita in opposizione all'ufficiale governo territoriale schiavista.
Il proclama di Donaldson e il presentimento del grand jury del primo distretto del Kansas che "il fabbricato noto come Free State Hotel a Lawrence è stato costruito in vista di una sua occupazione militare e difensiva, dotato di regolari parapetti e feritoie, per l'utilizzo di cannoni e armi portatili, così danneggiando la pubblica sicurezza e incoraggiando la ribellione e la sedizione in questo paese", autorizzarono lo sceriffo Jones e il marshal Donaldson a costituire un esercito di circa 800 coloni degli Stati del sud. Questo gruppo pianificò l'ingresso in Lawrence, il disarmo dei cittadini, la distruzione dei giornali antischiavisti e la distruzione del Free State Hotel.

## Saccheggio

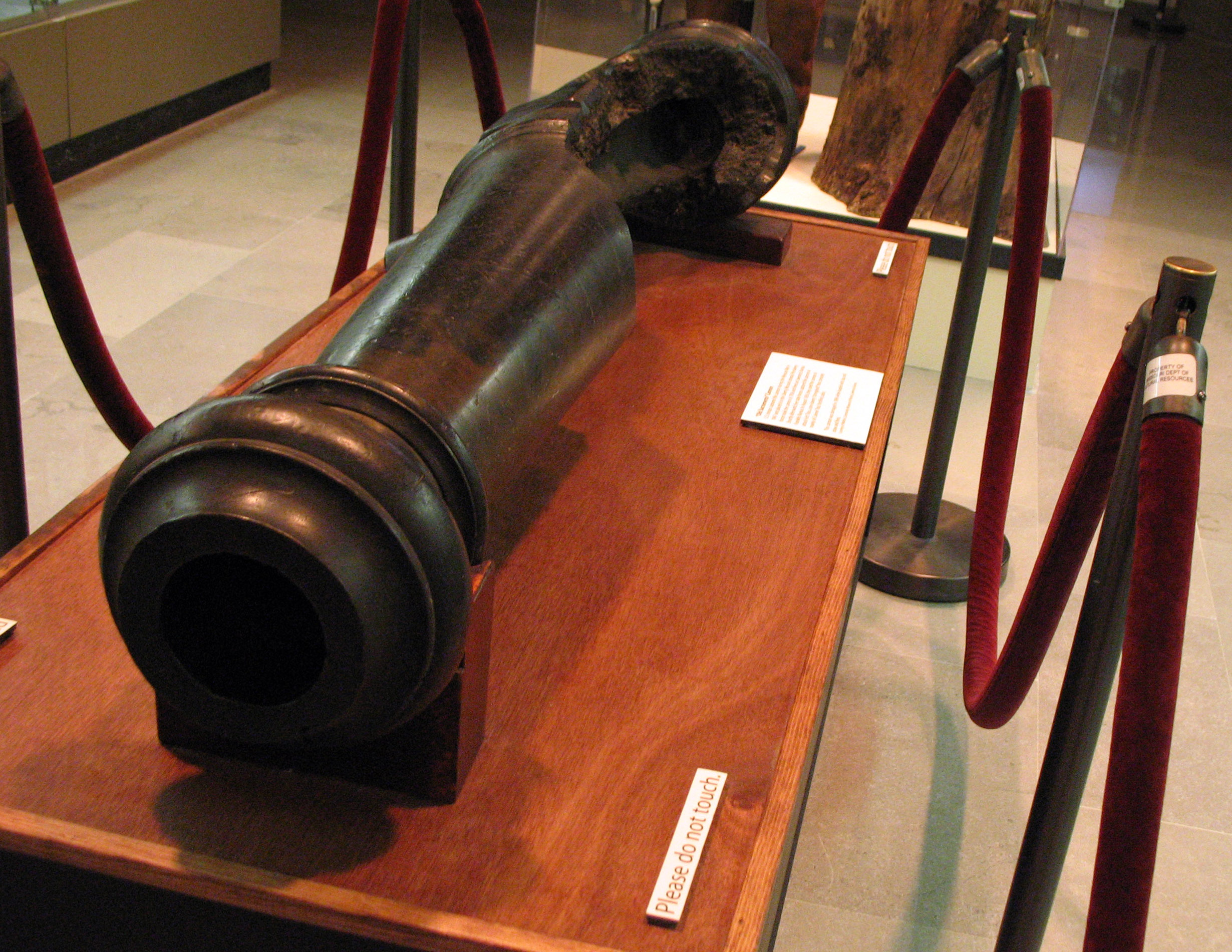
Il cannone "Old Sacramento" catturato dagli U.S. durante la guerra messico-statunitense nel 1847 e portato al Liberty Arsenal. Il cannone fu utilizzato dalle forze schiaviste durante l'assedio di Lawrence.

Il 21 maggio 1856 Jones e Donaldson si avvicinarono alla città. Una grossa forza fu posizionata sulla collina di Mount Oread e un cannone fu piazzato per coprire l'area. La casa di Charles L. Robinson (più tardi divenuto il primo governatore del Kansas) fu adibita a quartier generale di Jones. Ogni strada per la città e dalla parte opposta del fiume era sorvegliata dagli uomini di Jones. Molte bandiere venivano fatte sventolare dagli uomini di Jones, come le bandiere dell'Alabama e della Carolina del Sud, una bandiera a strisce bianche e nere, e bandiere che riportavano iscrizioni infiammatrici pro-schiavismo come "Diritti del Sud" e "Supremazia della Razza Bianca"). Shalor Eldridge, proprietario del Free State Hotel, apprese presto delle forze sopravvenienti e andò loro incontro; Donaldson gli aveva detto che la forza sarebbe entrata in Lawrence e avrebbe attaccato se solo i cittadini avessero provato a resistere agli uomini di Donaldson e Jones.
Donaldson ed Eldridge quindi soggiornarono presso l'hotel dove, secondo il New York Times, Eldridge aveva preparato "un elegante pranzo, il migliore che i freschi e abbondanti magazzini nella cantina potevano permettere" (inclusi "costosi vini"). In modo da calmare il marshal e i suoi uomini. Eldridge fu intervistato da Donaldson, mentre l'agente federale e i suoi seguaci consumavano avidamente il pasto, quindi se ne andò senza pagare. Poco dopo il marshal licenziò i suoi seguaci, che furono subito sostituiti da Jones.
Jones quindi chiese di parlare ai rappresentanti della città. Samuel C. Pomeroy (che, insieme a Charles Robinson, aveva guidato il secondo gruppo odi coloni a Lawrence nel 1854) accettò di incontrare lo sceriffo e di discutere con lui la situazione al momento. Jones sapeva bene ciò che voleva: per i cittadini di Lawrence la consegna di tutte le loro armi. Pomeroy rispose che lui non aveva il potere di farlo, tuttavia, sperando di incoraggiare Jones a lasciare la città pacificamente, Pomeroy fu d'accordo a chiedere ai cittadini solo i pezzi di artiglieria. Mentre Jones sequestrava questo cannone, non ne fu appagato, come Pomeroy aveva sperato. Secondo il ministro di Lawrence Richard Cordley:
Appena Jones fu entrato in possesso del cannone e di altre armi, egli procedette a realizzare il suo scopo di distruggere il Free-State Hotel. Egli diede tempo ai clienti fino alle cinque per portare fuori i propri effetti personali. Quando tutto fu pronto egli voltò il cannone verso l'hotel e fece fuoco, ma il proietto mancò l'hotel (alcune fonti sostengono che non fu Jones a sparare il primo colpo, ma piuttosto David Rice Atchison. In ogni caso, essendo inebriato, egli puntò il pezzo troppo in alto e il colpo mancò il bersaglio. Il primo proietto passò sopra il tetto, al che tutta la folla rise, con gran disappunto di Jones. Il colpo successivo colpì i muri ma fece pochi danni. Dopo un bombardamento a vuoto con effetti piccoli o nulli, la cosa cominciava a diventare monotona ed essi tentarono di far esplodere il fabbricato con un barilotto di polvere da sparo, ma questo fece solo un gran rumore, gran fumo ma ben poco riguardo alla demolizione della casa. Ad ogni tentativo fallito gli spettatori cittadini cacciavano un urlo. Alla fine Jones ne disperò e decise di appiccare fuoco al fabbricato con una torcia, riuscendo a causare un incendio che lo distrusse [...] Jones era esultante. La sua vendetta era completa. "Questo è il più bel momento della mia vita" urlò quando i muri dell'hotel crollarono. Egli licenziò quindi la sua banda e se ne andò.
Fu il cannone "Old Sacramento" che le forze schiaviste usarono nel loro tentativo iniziale di abbattere il Free State Hotel. Quest'arma era stata immagazzinata presso il Liberty Arsenal fino ad allora. Il cannone fu ripreso dai free-staters il 12 agosto 1856, durante la Seconda Battaglia di Franklin. Mentre Jones e i suoi uomini tentavano di abbattere l'hotel, le tipografie del Kansas Free State e dell'Herald of Freedom furono distrutte.
La macchina per la stampa fu distrutta, i caratteri tipografici furono gettati nel fiume, le loro biblioteche buttate dalla finestra e le copie non distribuite furono o gettate al vento o usate dal partito di Jones per appiccare fuoco al Free State Hotel. Quando i giornali furono eliminati e l'hotel distrutto, gli uomini di Jones saccheggiarono la città semideserta. Quando si ritirarono, bruciarono la casa di Robinson, Mount Oread.
Una persona, un membro del gruppo di Jones, morì durante l'attacco, colpito alla testa da un frammento caduto dal Free State Hotel. Dopo che "Old Sacramento" fu ricatturato, il membro del Free-State, Thomas Bickerton, recuperò i caratteri in piombo dal fiume e li utilizzò per farne palle da cannone.

## Conseguenze
Mentre il Free State Hotel veniva distrutto, Shalor Eldridge acquistò i resti carbonizzati della struttura e la ricostruì come "Eldridge House". Questo fabbricato rimase un immobile di Lawrence fino al 1863, quando fu distrutto da un incendio provocato da William Quantrill durante il Massacro di Lawrence (dopo il quale esso fu ricostruito due volte, nel 1866 e nel 1926).
Per un certo numero di mesi dopo il saccheggio di Lawrence, la città rimase senza un giornale del Free State. Ciò fu aggravato dal fatto che Josiah Miller, che dirigeva il Kansas Free State, decise di non ripristinare il giornale di nuovo. L'assenza di una nuova fonte giornalistica con sede a Lawrence terminò quando George Brown riaprì lo Herald of Freedom in novembre.
Il saccheggio di Lawrence si concluse con la perdita dell'unico cannone della città. Questo sarebbe stato almeno un motivo per cui i membri del Free-State attaccarono il Forte Franklin in giugno e agosto del 1856, poiché speravano di assicurarsi il cannone "Old Sacramento" a loro uso.